# Holiday Bash (2020)
Holiday Bash 2020 fue un especial de televisión que se transmitió en vivo el 23 de diciembre de 2020 por el canal televisivo estadounidense TNT como un episodio de Dynamite y producido por All Elite Wrestling desde el Daily's Place en Jacksonville, Florida.

## Producción
El 17 de diciembre de 2020, All Elite Wrestling (AEW) anunció que el episodio del 23 de diciembre de su programa de televisión insignia, Dynamite, sería un episodio especial titulado Holiday Bash. El especial navideño fue grabado el 17 de diciembre en Daily's Place en Jacksonville, Florida debido a la pandemia de COVID-19 en curso.

## Resultados
- MJF & Chris Jericho (con Jake Hager) derrotaron a Top Flight (Darius & Dante Martin)
  - MJF cubrió a Darius después de un «Heat Seeker».
- Jurassic Express (Luchasaurus, Jungle Boy & Marko Stunt) derrotaron a The Dark Order (Colt Cabana, Alan Angels "5" & Preston Vance "10").
  - Jungle Boy cubrió a Angels después de un « Tandem Toss Powerbomb».
- PAC derrotó a The Butcher (con The Blade y The Bunny)
  - PAC cubrió a The Butcher después de un «Black Arrow».
  - Durante la lucha, The Blade y The Bunny interfirieron a favor de The Butcher
  - Después de la lucha, Lance Archer confrontó a PAC.
- Dustin Rhodes derrotó a Evil Uno
  - Rhodes cubrió a Uno después de un «Running Bulldog».
- Hikaru Shida derrotó a Alex Gracia.
  - Shida cubrió a Gracia después de un «Falcon Arrow».
  - Durante la lucha, Abadon interfirió en contra de Shida.
- The Young Bucks (Matt Jackson & Nick Jackson) derrotaron a The Acclaimed (Anthony Bowens & Max Caster) y retuvieron el Campeonato Mundial en Parejas de AEW
  - Matt cubrió a Bowens después de un «BTE Trigger».